# 古德伦·鲍瑟王
古德伦·鲍瑟王（德語：Gudrun Pausewang，1928年3月3日—2020年1月23日），女，苏台德德国人，德国儿童文学及青少年文学作家。

## 生平
1928年生于捷克斯洛伐克共和国波西米亚地区东部维克斯塔特尔小镇（现姆拉德科夫）的德意志族家庭。1938年，蘇台德地區被纳粹德国占领后，年仅10岁的她成为青少女联盟的成员。随后二战爆发，她的父亲死于战场，母亲带着她向西逃亡，在威斯巴登定居。战争结束后，她继续学业，1948年高中毕业后考入威爾堡师范学校，毕业后在小学当老师。1956年，她前往南美洲的德语学校任教，足迹遍布智利、委内瑞拉和哥伦比亚等国。1972年回国后，在施利茨定居，1989年退休。教学之余，她热衷于写作、和平与环保事业。一生共出版近百本小说，荣获许多奖项，被翻译成30多种语言在世界各地出版。
从2016年开始居住在包纳赫的一所养老院。2020年1月23日去世，终年91岁。

## 主要作品
20世纪80年代，她预见性地创作了反核武器小说《最后的孩子》和《穿雲少女》。1986年苏联切尔诺贝利核事故与2011年日本福岛核事故的发生，都证实了其预感和警告的正确性。

## 中文译本
- 顧德倫．包瑟望. . 由黃慧珍翻译. 菓子文化. 2021年12月. ISBN 9789860671568.
- [德]古德伦·鲍瑟王. . 由廖迅翻译. 接力出版社. 2013年1月. ISBN 9787544828284.
- [德]古德伦·鲍瑟王. . 由郭鑫翻译. 接力出版社. 2013年1月. ISBN 9787544828291.